# Theodor II. (Papst)
Theodor II. (* in Rom; † um November 897) war im Jahr 897 für 20 Tage Papst der katholischen Kirche. Über sein Pontifikat ist nicht viel bekannt. Sicher ist, dass der gebürtige Römer im November 897 zum Nachfolger Romanus’ gewählt wurde. Im selben Monat starb der „friedliebende Mann“, wie er in den Quellen genannt wird.
Trotz seiner sehr kurzen Amtszeit schaffte es Theodor II., die Wirren in Rom, die seine Vorgänger hervorgerufen hatten, einigermaßen zu ordnen. Er berief eine Synode ein, die die Beschlüsse der Leichensynode von 897 aufhob und den postum geschändeten Papst Formosus rehabilitierte.
Die von einem Eremiten gefundene, verstümmelte Leiche Formosus’ ließ der Papst mit allen Ehren nach Rom überführen und in Sankt Peter beisetzen.